# James Marston Fitch
James Marston Fitch (* 8. Mai 1909 in Washington, D.C.; † 10. April 2000) war ein Architekt und gilt als der  Begründer der Denkmalpflege in den USA. Jane Jacobs, die Autorin von Tod und Leben großer amerikanischer Städte, sagte über ihn: „Er war die Hauptfigur, die die Erhaltung historischer Gebäude praktikabel und bekannt gemacht hat.“
Während der Depressionszeit arbeitete Fitch als Direktor für Bevölkerungsstatistik für das Tennessee State Planning Board.
1933 veröffentlichte er seinen ersten Artikel „The Houses We Live In“, der die Aufmerksamkeit von Henry Saylor erregte. Saylor machte ihn zum
Redakteur bei der Zeitschrift Architectural Record.
1942 wurde Fitch in die Armee eingezogen, wo er im meteorologischen Dienst tätig war. Die Verbindungen zwischen Architektur und Klima, die er dort beobachten konnte, brachten ihn dazu nach dem Krieg das Buch American Building: The Environmental Forces that Shape It zu veröffentlichen.
Er gründete die Graduate School of Architecture, Planning and Preservation an der Columbia University, die viele Absolventen im Bereich Denkmalpflege hervorbrachte. Später arbeitete er bei dem Architekturbüro Beyer Blinder Belle als Direktor der Abteilung Erhaltung.

## Werke
- American Building: The Environmental Forces that Shape It (1947)
- Walter Gropius (1962)
- Vier Jahrhunderte Bauen in USA (1968)
- Historic Preservation: Curatorial Management of the Built World (1982)